# Régime seigneurial au Québec
Le régime seigneurial au Québec était un régime semi-féodal qui a existé au Québec de 1627 jusqu’à la conquête britannique de la Nouvelle-France en 1763 puis s'est poursuivi dans la colonie britannique de la Province de Québec (1763-1791) puis dans le Bas-Canada (1840) et dans la province du Canada jusqu'en 1854,. La loi abolissant définitivement les rentes seigneuriales est adoptée le 17 mai 1940 et le Syndicat national du rachat des rentes seigneuriales, créé en 1935, termina la municipalisation des rentes seigneuriales en 1970,.

## Régime français
Le régime seigneurial a été implanté au Québec en 1627. À cette époque, le Québec faisait partie de la colonie française de la Nouvelle-France.
En 1935 le Parlement du Québec adopte la Loi abolissant les rentes seigneuriales, dernier vestige de ce système au Canada.

## Régime britannique
En 1763, le Québec devient une colonie britannique d'Amérique du Nord et fait partie de la Province de Québec. Cette colonie est divisée en deux provinces en 1791, celle du Bas-Canada qui inclut le Québec et celle du Haut-Canada. Réunifiée en 1840, la colonie prend le nom de province du Canada ou Canada-Uni, commence alors une période mixte de division cadastrale avec le canton. En 1854, sous l'impulsion de Sir Louis-Hippolyte Lafontaine et Sir George-Étienne Cartier, l’Acte abolissant les droits et devoirs féodaux dans le Canada-Uni vient réformer à l'échelle de la province les divers droits seigneuriaux.

## Liste des familles seigneuriales au moment de l'abolition
| Familles seigneuriales   | Fiefs et seigneuries | Seigneurs                                                                |
| ------------------------ | --- | ------------------------------------------------------------------------ |
| Abbott                   | Seigneurie de Ramezay-Jouette |                                                                          |
| Ainsse                   | Seigneurie de l'Île-Sainte-Thérèse |                                                                          |
| Allard                   | Seigneurie de Foucault |                                                                          |
| Allsopp                  | Seigneurie de la Jacques-Cartier |                                                                          |
| Amours (d')              | Seigneurie de Trois-Pistoles |                                                                          |
| Andrews                  | Seigneurie de Jenison |                                                                          |
| Armstrong                | Arrière-fief Hope (seigneurie de Lanaudière) | James Sherrard Armstrong (en)                                            |
| Aubert de Gaspé          | Seigneurie de L'Islet-à-la-Peau Seigneurie de Port-Joly | Philippe Aubert de Gaspé                                                 |
| Aubin                    | Arrière-fief Aubin (seigneurie de Tilly) |                                                                          |
| Aubut                    | Seigneurie de L'Islet-Saint-Jean |                                                                          |
| Baby                     | Seigneurie de La Salle Seigneurie de Lévrard |                                                                          |
| Bacon                    | Seigneurie de la Rivière-du-Sud |                                                                          |
| Badeaux                  | Fief de Niverville Fief de Hertel-et-Linctot |                                                                          |
| Beaubien                 | Seigneurie de Gamache Seigneurie de Vincelotte | Joseph-Octave Beaubien                                                   |
| Beaubien                 | Seigneurie de l'Île-Moras |                                                                          |
| Beaumont                 | Seigneurie de la Grande-Vallée-des-Monts |                                                                          |
| Bélanger                 | Seigneurie de L'Islet-Bonsecours Seigneurie de L'Islet-Saint-Jean |                                                                          |
| Belle                    | Seigneurie de Godefroy Seigneurie de Roquetaillade |                                                                          |
| Bender                   | Seigneurie de Chambly-Ouest |                                                                          |
| Berczy                   | Seigneurie d'Ailleboust |                                                                          |
| Bernier                  | Seigneurie de Gagné-Lafrenaie Seigneurie de L'Islet-Bonsecours |                                                                          |
| Berthelot                | Fief de Hertel-et-Linctot Fief de Niverville |                                                                          |
| Bertrand                 | Seigneurie de Trois-Pistoles Seigneurie de Villeray | Louis Bertrand (Quebec seigneur) (en)                                    |
| Bertrand                 | Seigneurie de l'Île-Verte | Louis Bertrand (Quebec seigneur) (en), Charles-Frédéric-Adolphe Bertrand |
| Bingham                  | Seigneurie de Rigaud |                                                                          |
| Biron                    | Seigneurie de Pierreville |                                                                          |
| Blais                    | Seigneurie de la Rivière-du-Sud |                                                                          |
| Blanchet                 | Seigneurie de Saint-Denis-de-La-Bouteillerie |                                                                          |
| Bochet                   | Seigneurie de La Chevrotière |                                                                          |
| Boston                   | Seigneurie de Saint-James Seigneurie de Thwaite |                                                                          |
| Boucher                  | Seigneurie de Carufel Seigneurie de Maskinongé Seigneurie des Îles-Saint-Pierre |                                                                          |
| Boucher de Boucherville  | Arrière-fief Desmères (seigneurie de Boucherville) Arrière-fief Montbrun (seigneurie de Boucherville) |                                                                          |
| Boucher de Boucherville  | Seigneurie de Boucherville Seigneurie de Verchères | Charles-Eugène Boucher de Boucherville                                   |
| Boucher de Grosbois      | Seigneurie de Boucherville |                                                                          |
| Boucher de La Broquerie  | Seigneurie de Boucherville Seigneurie des Îles-de-Varennes Seigneurie du Tremblay |                                                                          |
| Boucher de La Bruère     | Seigneurie du Tremblay |                                                                          |
| Boucher de Niverville    | Fief de Niverville |                                                                          |
| Bowman                   | Seigneurie de Bleury |                                                                          |
| Brissette dit Courchêne  | Seigneurie de l'Île-Dupas-et-du-Chicot |                                                                          |
| Bruneau                  | Seigneurie de Montarville |                                                                          |
| Burn                     | Arrière-fief Hertel (seigneurie du Cap-de-la-Madeleine) Arrière-fief Marsolet (seigneurie du Cap-de-la-Madeleine) |                                                                          |
| Burnet                   | Seigneurie de Grondines |                                                                          |
| Burton                   | Seigneurie de Noyan |                                                                          |
| Cadot                    | Seigneurie de Sainte-Marie |                                                                          |
| Campbell                 | Seigneurie de L'Islet-du-Portage |                                                                          |
| Campbell                 | Seigneurie de l'Île-Verte | Archibald Campbell (notary) (en)                                         |
| Campbell                 | Seigneurie de Shoolbred |                                                                          |
| Campbell                 | Seigneurie du Bic |                                                                          |
| Campbell                 | Seigneurie de Rouville | Thomas Edmund Campbell                                                   |
| Caron                    | Seigneurie de L'Islet-Saint-Jean |                                                                          |
| Cartier                  | Seigneurie de la Baie-du-Febvre |                                                                          |
| Casault                  | Seigneurie de l'Île-d'Orléans Seigneurie de la Rivière-du-Gouffre Seigneurie de Lepage-et-Thibierge Seigneurie de Lessard-Lamolaie Seigneurie de Nicolas-Rioux Seigneurie de Pachot Seigneurie de Rimouski Seigneurie de Sainte-Claire |                                                                          |
| Casgrain                 | Seigneurie de la Rivière-Ouelle Seigneurie de L'Islet-Bonsecours Seigneurie de L'Islet-Saint-Jean |                                                                          |
| Caya                     | Seigneurie de la Baie-du-Febvre |                                                                          |
| Chaput                   | Seigneurie de Lavaltrie |                                                                          |
| Charest                  | Seigneurie de Sainte-Anne-d'Orvilliers |                                                                          |
| Charron                  | Seigneurie du Tremblay |                                                                          |
| Chartier de Lotbinière   | Seigneurie de Lotbinière Seigneurie de Rigaud Seigneurie de Vaudreuil |                                                                          |
| Chaussegros de Léry      | Seigneurie de Beauvais Seigneurie de Boucherville Seigneurie de Gentilly Seigneurie de Rigaud de Vaudreuil Seigneurie de Sainte-Barbe-de-la-Famine Seigneurie de Saint-Blain Seigneurie de Verchères |                                                                          |
| Chênevert                | Fief de Niverville |                                                                          |
| Cherrier                 | Seigneurie de Chambly-Ouest |                                                                          |
| Chicoine                 | Seigneurie de Bellevue |                                                                          |
| Christie                 | Seigneurie de Bleury |                                                                          |
| Cleather                 | Seigneurie de Sabrevois |                                                                          |
| Collet                   | Arrière-fief Hébert (seigneurie du Cap-Saint-Michel) |                                                                          |
| Côté                     | Seigneurie de l'Île-Verte Seigneurie de Rimouski |                                                                          |
| Cossette                 | Arrière-fief Hertel (seigneurie du Cap-de-la-Madeleine) |                                                                          |
| Couillard                | Seigneurie de Fournier Seigneurie de la Rivière-du-Sud Seigneurie de L'Islet-Bonsecours Seigneurie de L'Islet-Saint-Jean |                                                                          |
| Couillard Dupuis         | Seigneurie de la Rivière-du-Sud |                                                                          |
| Couillard Després        | Seigneurie de L'Islet-Saint-Jean |                                                                          |
| Cuthbert                 | Seigneurie de Berthier-en-Haut Seigneurie de Maskinongé Seigneurie d'Orvilliers-Antaya Seigneurie du Sablé | Edward Octavian Cuthbert                                                 |
| Cuthbert                 | Seigneurie d'Autray Seigneurie de La Noraye |                                                                          |
| Dalcour                  | Arrière-fief Dalcour (seigneurie de La Noraye) |                                                                          |
| Dansereau                | Arrière-fief Bailleul (seigneurie de Saint-Blain) |                                                                          |
| Daoust                   | Arrière-fief Brucy (seigneurie de l'Île-Perrot) Arrière-fief Laframboise (seigneurie de l'Île-Perrot) Seigneurie de l'Île-Perrot |                                                                          |
| Debartzch                | Arrière-fief Bayeul (seigneurie de L'Assomption) Seigneurie de Debartzch Seigneurie de Delorme Seigneurie de L'Assomption Seigneurie de Rougemont |                                                                          |
| Delisle                  | Seigneurie de Lussaudière Seigneurie de Saint-François-du-Lac |                                                                          |
| Desbarats                | Arrière-fief Saint-Édouard (seigneurie de Jolliet) |                                                                          |
| Desîlets                 | Seigneurie de Godefroy Seigneurie de Roquetaillade |                                                                          |
| Despins                  | Seigneurie de la Baie-du-Febvre |                                                                          |
| Dessaulles               | Seigneurie de Dessaulles | Louis-Antoine Dessaulles                                                 |
| Dessaulles               | Seigneurie de Rosalie |                                                                          |
| Dessaulles               | Seigneurie de Yamaska |                                                                          |
| Dézéry                   | Arrière-fief Martel (seigneurie de L'Assomption) |                                                                          |
| Dionne                   | Seigneurie de La Pocatière Seigneurie de Saint-Denis-de-Sainte-Anne Seigneurie de Saint-Roch-des-Aulnaies |                                                                          |
| Dorion                   | Seigneurie des Îles-Bouchard |                                                                          |
| Drapeau                  | Seigneurie de l'Île-d'Orléans Seigneurie de la Rivière-du-Gouffre Seigneurie de Lepage-et-Thibierge Seigneurie de Lessard-Lamolaie Seigneurie de Nicolas-Rioux Seigneurie de Pachot Seigneurie de Rimouski Seigneurie de Sainte-Claire |                                                                          |
| Drummond                 | Seigneurie de Debartzch | Lewis Thomas Drummond (en)                                               |
| Ducheny                  | Seigneurie de Maskinongé |                                                                          |
| Duclos Decelles          | Arrière-fief Duclos (seigneurie du Cap-Saint-Michel) |                                                                          |
| Dugré                    | Fief de Hertel-et-Linctot |                                                                          |
| Dumas                    | Seigneurie de l'Île-Verte |                                                                          |
| Dumoulin                 | Fief du Hautboc Seigneurie de Labadie |                                                                          |
| Dunn                     | Seigneurie de l'Île-d'Anticosti Seigneurie de Mille-Vaches Seigneurie de Saint-Armand |                                                                          |
| Dupuis                   | Seigneurie de Maskinongé |                                                                          |
| Durand dit Chartier      | Arrière-fief Hertel (seigneurie du Cap-de-la-Madeleine) Arrière-fief Marsolet (seigneurie du Cap-de-la-Madeleine) |                                                                          |
| Eckart                   | Seigneurie de Saint-Charles-de-la-Belle-Alliance |                                                                          |
| Ellice                   | Seigneurie de Beauharnois | Edward Ellice                                                            |
| Estimauville (d')        | Seigneurie de l'Île-d'Orléans Seigneurie de la Rivière-du-Gouffre Seigneurie de Lepage-et-Thibierge Seigneurie de Lessard-Lamolaie Seigneurie de Nicolas-Rioux Seigneurie de Pachot Seigneurie de Rimouski Seigneurie de Sainte-Claire |                                                                          |
| Faribault                | Arrière-fief Bayeul (seigneurie de L'Assomption) Seigneurie de L'Assomption Seigneurie de Repentigny |                                                                          |
| Faucher                  | Seigneurie de Vincennes |                                                                          |
| Ferguson                 | Seigneurie de Mitis |                                                                          |
| Ferland                  | Seigneurie des Îles-Saint-Pierre |                                                                          |
| Fleury                   | Seigneurie de Maskinongé |                                                                          |
| Fleury d'Eschambault     | Seigneurie de Boucherville Seigneurie de Saint-Denis |                                                                          |
| Fleury de La Gorgendière | Seigneurie de Deschambault Seigneurie de Saint-Joseph-de-Beauce |                                                                          |
| Foretier                 | Seigneurie de l'Île-Bizard | Marie-Amable Foretier Viger (en)                                         |
| Forsyth                  | Seigneurie de Bourgchemin-Est Seigneurie de l'Île-d'Anticosti |                                                                          |
| Fortier                  | Seigneurie de Sainte-Marie-de-Beauce |                                                                          |
| Fournier                 | Seigneurie de la Rivière-du-Sud |                                                                          |
| Fraser                   | Seigneurie de Cacouna-Le Parc Seigneurie de l'Île-Verte Seigneurie de Matane Seigneurie de Mount Murray Seigneurie de la Rivière-du-Loup-en-Bas Seigneurie de Verbois Seigneurie de Villeray |                                                                          |
| Fraser de Berry          | Seigneurie de Contrecœur Seigneurie de Cournoyer-sur-Richelieu | John Fraser de Berry (en)                                                |
| Futvoye                  | Seigneurie de la Baie-du-Febvre |                                                                          |
| Gagné dit Bellavance     | Seigneurie de Rimouski |                                                                          |
| Gagnon                   | Seigneurie de L'Islet-Bonsecours Seigneurie de L'Islet-Saint-Jean Seigneurie de Rimouski |                                                                          |
| Gamelin Launière         | Seigneurie de Livaudière Seigneurie de Saint-Michel-de-La-Durantaye |                                                                          |
| Gariépy                  | Seigneurie de La Chevrotière |                                                                          |
| Garon                    | Seigneurie de l'Île-d'Orléans Seigneurie de la Rivière-du-Gouffre Seigneurie de Lepage-et-Thibierge Seigneurie de Lessard-Lamolaie Seigneurie de Nicolas-Rioux Seigneurie de Pachot Seigneurie de Rimouski Seigneurie de Sainte-Claire |                                                                          |
| Gauvreau                 | Seigneurie de l'Île-Verte |                                                                          |
| Geale                    | Seigneurie de Blainville |                                                                          |
| Gerrard                  | Fief de Marie-Anne Seigneurie de Lanaudière |                                                                          |
| Globensky                | Seigneurie de l'Augmentation-des-Mille-Îles Seigneurie des Mille-Îles | Charles-Auguste-Maximilien Globensky                                     |
| Godefroy de Tonnancour   | Seigneurie de Labadie Seigneurie de La Vallière |                                                                          |
| Gordon                   | Seigneurie de Sabrevois |                                                                          |
| Gourdeau                 | Arrière-fief Beaulieu (seigneurie de l'Île-d'Orléans) |                                                                          |
| Granger                  | Arrière-fief Granger (seigneurie de Terrebonne) |                                                                          |
| Grant                    | Baronnie de Longueuil | Charles James Irwin Grant, 6th Baron de Longueuil (en)                   |
| Grant                    | Seigneurie de Beloeil |                                                                          |
| Greenough                | Seigneurie de Perthuis |                                                                          |
| Gugy                     | Seigneurie de Dumontier Seigneurie de Grandpré Seigneurie de Grosbois-Est Seigneurie de Grosbois-Ouest |                                                                          |
| Hale                     | Seigneurie de Sainte-Anne-de-La-Pérade | Edward Hale (seigneur) (en)                                              |
| Hall                     | Seigneurie de Beauport | George Benson Hall                                                       |
| Hanna                    | Seigneurie de Saint-Charles-de-la-Belle-Alliance |                                                                          |
| Harbottle                | Seigneurie de Cumberland |                                                                          |
| Hart                     | Arrière-fief Hertel (seigneurie du Cap-de-la-Madeleine) Arrière-fief Marsolet (seigneurie du Cap-de-la-Madeleine) Seigneurie de Bécancour Seigneurie de Bélair Seigneurie de Boucher Seigneurie de Courval Seigneurie de Dutord Seigneurie de Gaspé Seigneurie de Sainte-Marguerite Seigneurie de Vieuxpont                                        |                                                                          |
| Hart                     | Seigneurie de Bruyères | Theodore Hart (en)                                                       |
| Harwood                  | Seigneurie de l'Augmentation-des-Mille-Îles Seigneurie des Mille-Îles | Antoine Chartier de Lotbinière Harwood                                   |
| Harwood                  | Seigneurie de Vaudreuil | Antoine Chartier de Lotbinière Harwood, Robert Unwin Harwood (en)        |
| Hébert                   | Arrière-fief Hébert (seigneurie du Cap-Saint-Michel) |                                                                          |
| Hénault                  | Seigneurie de l'Île-Dupas-et-du-Chicot |                                                                          |
| Heron                    | Seigneurie de Blainville |                                                                          |
| Hertel de Rouville       | Seigneurie du Tremblay | Jean-Baptiste-René Hertel de Rouville                                    |
| Jarret de Beauregard     | Arrière-fief Bailleul (seigneurie de Saint-Blain) |                                                                          |
| Jodoin                   | Seigneurie de Varennes |                                                                          |
| Johnson                  | Seigneurie d'Argenteuil | Charles Christopher Johnson (en)                                         |
| Johnston                 | Seigneurie de Robert |                                                                          |
| Joliette                 | Seigneurie de Lavaltrie |                                                                          |
| Joly                     | Seigneurie de Lotbinière | Pierre-Gaspard "Gustave" Joly                                            |
| Joubin dit Boisvert      | Seigneurie de Sainte-Marie |                                                                          |
| Juchereau Duchesnay      | Arrière-fief Maringouinière (seigneurie de Lauzon) Seigneurie de Fossambault Seigneurie de Gaudarville | Édouard-Louis-Antoine-Charles Juchereau Duchesnay (en)                   |
| Juchereau Duchesnay      | Seigneurie de Sainte-Marie-de-Beauce | Elzéar-Henri Juchereau Duchesnay                                         |
| Juchereau Duchesnay      | Seigneurie de Saint-Ours |                                                                          |
| Kelly                    | Seigneurie de l'Île-d'Orléans Seigneurie de la Rivière-du-Gouffre Seigneurie de Lepage-et-Thibierge Seigneurie de Lessard-Lamolaie Seigneurie de Nicolas-Rioux Seigneurie de Pachot Seigneurie de Rimouski Seigneurie de Sainte-Claire |                                                                          |
| Kierzkowski              | Arrière-fief Bayeul (seigneurie de L'Assomption) Seigneurie de L'Assomption Seigneurie de Saint-François-Le-Neuf | Alexandre-Édouard Kierzkowski                                            |
| Kinnear                  | Arrière-fief Hertel (seigneurie du Cap-de-la-Madeleine) Arrière-fief Marsolet (seigneurie du Cap-de-la-Madeleine) | David Kinnear (journalist) (en)                                          |
| Lacoste                  | Arrière-fief Demuy (seigneurie de Boucherville) Arrière-fief Niverville (seigneurie de Boucherville) Arrière-fief Petit-Bois (seigneurie de Boucherville) | Louis Lacoste                                                            |
| Laflamme                 | Arrière-fief Brucy (seigneurie de l'Île-Perrot) Arrière-fief Laframboise (seigneurie de l'Île-Perrot) Seigneurie de l'Île-Perrot |                                                                          |
| Laframboise              | Seigneurie de Rosalie | Maurice Laframboise                                                      |
| Lambert Dumont           | Seigneurie de l'Augmentation-des-Mille-Îles Seigneurie des Mille-Îles |                                                                          |
| Lamothe                  | Seigneurie d'Ailleboust Seigneurie de Ramezay-Jouette |                                                                          |
| Langlois                 | Seigneurie de Bourg-Louis |                                                                          |
| Larue                    | Fief de Villeray Seigneurie de Neuville |                                                                          |
| Laviolette               | Seigneurie de l'Augmentation-des-Mille-Îles Seigneurie des Mille-Îles |                                                                          |
| Le Boutillier            | Seigneurie de Sainte-Anne-des-Monts | John Le Boutillier                                                       |
| Leclerc                  | Seigneurie de Trois-Pistoles |                                                                          |
| Lefebvre de Bellefeuille | Seigneurie de l'Augmentation-des-Mille-Îles Seigneurie de Cournoyer-sur-Saint-Laurent Seigneurie de Godefroy Seigneurie des Mille-Îles |                                                                          |
| Legendre                 | Seigneurie de Lussaudière Seigneurie de Saint-François-du-Lac |                                                                          |
| Lemaître                 | Seigneurie de Saint-François-du-Lac |                                                                          |
| Lemelin                  | Arrière-fief Dargentenay (seigneurie de l'Île-d'Orléans) |                                                                          |
| Lemerise                 | Seigneurie de la Baie-du-Febvre |                                                                          |
| Lemire                   | Seigneurie de la Baie-du-Febvre |                                                                          |
| Lemoine                  | Seigneurie de l'Île-aux-Grues | James MacPherson Lemoine                                                 |
| Lepage                   | Seigneurie de Rimouski |                                                                          |
| Le Proust                | Seigneurie de Cournoyer-sur-Saint-Laurent |                                                                          |
| Leslie                   | Seigneurie de Bourgchemin-Est Seigneurie de l'Île-d'Anticosti Seigneurie de Ramezay-sur-Yamaska | James Leslie (en)                                                        |
| Létourneau               | Seigneurie de la Rivière-du-Sud |                                                                          |
| Letourneux               | Arrière-fief Brucy (seigneurie de l'Île-Perrot) Arrière-fief Laframboise (seigneurie de l'Île-Perrot) Seigneurie de l'Île-Perrot |                                                                          |
| Lévesque                 | Seigneurie d'Ailleboust Seigneurie de Rimouski |                                                                          |
| Lindsay                  | Seigneurie de Saint-Joseph-de-Beauce |                                                                          |
| Loedel                   | Seigneurie de Lavaltrie |                                                                          |
| Lottinville              | Fief de Hertel-et-Linctot |                                                                          |
| Lozeau                   | Seigneurie de la Baie-du-Febvre |                                                                          |
| Lussier                  | Arrière-fief Petit-Bois (seigneurie de Boucherville) Seigneurie de Varennes |                                                                          |
| Lyons                    | Seigneurie de Blainville |                                                                          |
| Mailhot                  | Seigneurie de Boucherville Seigneurie de Varennes |                                                                          |
| Malenfant                | Seigneurie de Trois-Pistoles |                                                                          |
| Manseau                  | Seigneurie de la Baie-du-Febvre |                                                                          |
| Marler                   | Seigneurie de Nicolet |                                                                          |
| Martel                   | Seigneurie de Trois-Pistoles |                                                                          |
| Martin                   | Seigneurie de L'Islet-Bonsecours |                                                                          |
| Masson                   | Seigneurie de Terrebonne | Sophie Raymond Masson                                                    |
| Massue                   | Arrière-fief Martel (seigneurie de L'Assomption) Arrière-fief Martigny (seigneurie de Beloeil) Seigneurie de Bonsecours-sur-Yamaska Seigneurie de Bourgchemin-Ouest Seigneurie de Bourgmarie-Ouest Seigneurie de La Guillaudière Seigneurie de Saint-Charles Seigneurie de Varennes Seigneurie du Cap-de-la-Trinité Seigneurie du Cap-Saint-Michel | Aignan-Aimé Massue (en)                                                  |
| Mathieu                  | Arrière-fief Sainte-Claire (seigneurie de Terrebonnne) |                                                                          |
| McCarthy                 | Fief de Hertel-et-Linctot |                                                                          |
| McPherson                | Seigneurie de l'Île-aux-Grues Seigneurie de l'Île-aux-Oies |                                                                          |
| Mondelet                 | Seigneurie de Boucherville Seigneurie de Mondelet | Dominique Mondelet (en)                                                  |
| Mondelet                 | Arrière-fief Mondelet (seigneurie de Debartzch) Arrière-fief Mondelet (seigneurie du Cap-Saint-Michel) |                                                                          |
| Monk                     | Arrière-fief Bayeul (seigneurie de L'Assomption) Seigneurie de Blainville Seigneurie de Delorme Seigneurie de L'Assomption |                                                                          |
| Montenach (de)           | Seigneurie de Beloeil |                                                                          |
| Montour                  | Seigneurie de la Pointe-du-Lac |                                                                          |
| Morency                  | Seigneurie de Trois-Pistoles |                                                                          |
| Morice                   | Arrière-fief Grandpré-de-la-Redoute (seigneurie de Notre-Dame-des-Anges) |                                                                          |
| Morin                    | Seigneurie de la Rivière-du-Sud |                                                                          |
| Motz                     | Arrière-fief Demesnu (seigneurie de l'Île-d'Orléans) |                                                                          |
| Nairne                   | Seigneurie de Murray Bay |                                                                          |
| Nelson                   | Seigneurie de Hubert |                                                                          |
| Nicol                    | Seigneurie de la Rivière-du-Sud |                                                                          |
| Noël de Tilly            | Seigneurie de Bonsecours-sur-Saint-Laurent Seigneurie de Duquet Seigneurie de Maranda Seigneurie des Plaines Seigneurie de Tilly |                                                                          |
| Pacaud                   | Seigneurie de la Baie-du-Febvre Seigneurie de Nicolet |                                                                          |
| Panet                    | Arrière-fief Monceaux (seigneurie de Sillery) | Charles Panet (en)                                                       |
| Panet                    | Seigneurie d'Ailleboust Seigneurie de Bourg-Louis Seigneurie de Ramezay-Jouette |                                                                          |
| Pangman                  | Seigneurie de Lachenaie |                                                                          |
| Papineau                 | Seigneurie de La Petite-Nation | Louis-Joseph Papineau                                                    |
| Papineau                 | Arrière-fief Plaisance (seigneurie de La Petite-Nation) |                                                                          |
| Parant                   | Arrière-fief Sainte-Ursule (seigneurie de Sillery) Fief de Saint-François |                                                                          |
| Patterson                | Seigneurie de Beauport |                                                                          |
| Patton                   | Seigneurie de la Rivière-du-Sud |                                                                          |
| Perrault                 | Seigneurie de Sainte-Marie-de-Beauce |                                                                          |
| Petit dit Lalumière      | Arrière-fief Saint-Jean (seigneurie de Boucherville) Seigneurie de Boucherville Seigneurie de Varennes Seigneurie du Tremblay |                                                                          |
| Pickel                   | Seigneurie de Saint-Normand | John Pickel (en)                                                         |
| Pineau                   | Seigneurie de Rimouski |                                                                          |
| Plourde                  | Seigneurie de Trois-Pistoles |                                                                          |
| Poulin                   | Seigneurie de l'Île-d'Orléans |                                                                          |
| Poulin de Courval        | Seigneurie de Labadie |                                                                          |
| Pouliot                  | Seigneurie de Rimouski |                                                                          |
| Pozer                    | Seigneurie d'Aubert-Gallion Seigneurie de Saint-Étienne |                                                                          |
| Primeau                  | Arrière-fief Primeau (seigneurie de Beauharnois) |                                                                          |
| Pyke                     | Arrière-fief Saint-Édouard (seigneurie de Jolliet) |                                                                          |
| Quintal                  | Arrière-fief Montbrun (seigneurie de Boucherville) Seigneurie de Boucherville |                                                                          |
| Racicot                  | Arrière-fief Petit-Bois (seigneurie de Boucherville) |                                                                          |
| Ramsay                   | Seigneurie de Ramezay-sur-Yamaska |                                                                          |
| Raymond                  | Seigneurie de Terrebonne | Sophie Raymond Masson                                                    |
| Rehel                    | Seigneurie de Rimouski |                                                                          |
| Renouf                   | Seigneurie de Trois-Pistoles |                                                                          |
| Richardson               | Seigneurie de Mingan |                                                                          |
| Richer dit Laflèche      | Seigneurie de Sainte-Marie | Louis-François Richer dit Laflèche                                       |
| Rioux                    | Seigneurie de l'Île-Verte Seigneurie de Trois-Pistoles |                                                                          |
| Riverin                  | Arrière-fief La Chevalerie (seigneurie de l'Île-d'Orléans) |                                                                          |
| Robertson                | Arrière-fief Saint-Vilmé (seigneurie de Lauzon) Seigneurie de Léry |                                                                          |
| Robin                    | Seigneurie de la Grande-Rivière |                                                                          |
| Robitaille               | Seigneurie de Verchères | Olivier Robitaille                                                       |
| Roch                     | Seigneurie des Îles-Saint-Pierre |                                                                          |
| Roe                      | Seigneurie de Léry |                                                                          |
| Rolland                  | Seigneurie de Monnoir |                                                                          |
| Ross                     | Seigneurie de Saint-George Seigneurie de Saint-Gilles |                                                                          |
| Rousselle                | Arrière-fief Primeau (seigneurie de Beauharnois) |                                                                          |
| Rottermund (de)          | Seigneurie de Rougemont |                                                                          |
| Roy                      | Seigneurie de Boucherville |                                                                          |
| Ruest                    | Seigneurie de Rimouski |                                                                          |
| Sabrevois de Bleury      | Seigneurie de Boucherville | Charles-Clément Sabrevois de Bleury                                      |
| Saint-Laurent            | Seigneurie de Rimouski Seigneurie de Trois-Pistoles |                                                                          |
| Saint-Louis              | Seigneurie de Grosbois-Est |                                                                          |
| Saint-Ours (de)          | Seigneurie de Deschaillons Seigneurie de Saint-Ours |                                                                          |
| Salaberry (de)           | Seigneurie de Beauport |                                                                          |
| Sales Laterrière (de)    | Seigneurie des Éboulements |                                                                          |
| Saveuse de Beaujeu       | Seigneurie de Nouvelle-Longueuil Seigneurie de Soulanges | Georges-René Saveuse de Beaujeu                                          |
| Sawtell                  | Fief de Hertel-et-Linctot |                                                                          |
| Seaton                   | Seigneurie de l'Île-Verte Seigneurie de Villeray |                                                                          |
| Selby                    | Seigneurie de La Salle |                                                                          |
| Sénécal                  | Arrière-fief Saint-Jean (seigneurie de Boucherville) Seigneurie de Boucherville |                                                                          |
| Sicard de Carufel        | Seigneurie de Maskinongé |                                                                          |
| Stevenson                | Seigneurie de Hubert |                                                                          |
| Stewart                  | Seigneurie de Blainville |                                                                          |
| Stuart                   | Arrière-fief Bourg-Royal (seigneurie de Notre-Dame-des-Anges) Fief de L'Espinay |                                                                          |
| Stuart                   | Seigneurie de Deschambault |                                                                          |
| Stuart                   | Seigneurie de La Martinière Seigneurie de Lessard | Andrew Stuart (seigneur) (en)                                            |
| Stuart                   | Seigneurie de l'Île-d'Anticosti |                                                                          |
| Symes                    | Baronnie de Portneuf |                                                                          |
| Taché                    | Seigneurie de Granville Seigneurie de Kamouraska Seigneurie du Tremblay |                                                                          |
| Talbot                   | Seigneurie de la Rivière-du-Sud |                                                                          |
| Tapin                    | Fief de Hertel-et-Linctot |                                                                          |
| Tarieu de Lanaudière     | Seigneurie de Lavaltrie Seigneurie de Lévrard Seigneurie de Saint-Vallier |                                                                          |
| Taschereau               | Seigneurie de Deschambault | Antoine-Charles Taschereau                                               |
| Taschereau               | Seigneurie de Jolliet Seigneurie de Saint-Joseph-de-Beauce Seigneurie de Sainte-Marie-de-Beauce Seigneurie de Saint-Michel-de-La-Durantaye | Jean-Thomas Taschereau                                                   |
| Têtu                     | Arrière-fief Saint-Luc (seigneurie de la Rivière-du-Sud) Seigneurie de la Rivière-du-Sud Seigneurie de Trois-Pistoles |                                                                          |
| Toupin                   | Arrière-fief Brucy (seigneurie de l'Île-Perrot) Arrière-fief Laframboise (seigneurie de l'Île-Perrot) Arrière-fief Lapierre (seigneurie du Cap-de-la-Madeleine) Seigneurie de l'Île-Perrot |                                                                          |
| Trigge                   | Seigneurie de Nicolet |                                                                          |
| Trottier                 | Seigneurie de La Chevrotière |                                                                          |
| Tunstall                 | Seigneurie de Lacolle Seigneurie de Léry |                                                                          |
| Turgeon                  | Seigneurie de Beaumont |                                                                          |
| Vienne                   | Arrière-fief Martel (seigneurie de L'Assomption) |                                                                          |
| Viger                    | Seigneurie de l'Île-Bizard | Denis-Benjamin Viger, Marie-Amable Foretier Viger (en)                   |
| Viger                    | Arrière-fief Bayeul (seigneurie de L'Assomption) Seigneurie de L'Assomption Seigneurie de Repentigny | Louis-Michel Viger                                                       |
| Weilbrenner              | Arrière-fief Desmères (seigneurie de Boucherville) Seigneurie de Boucherville |                                                                          |
| Whitlock                 | Arrière-fief Choisy (seigneurie de Vaudreuil) |                                                                          |
| Wicksteed                | Seigneurie de Champlain |                                                                          |
| Workman                  | Arrière-fief Bayeul (seigneurie de L'Assomption) Seigneurie de L'Assomption |                                                                          |
| Würtele                  | Seigneurie de Bourgmarie-Est Seigneurie de Deguire Seigneurie de Lussaudière Seigneurie de Saint-François-du-Lac | Jonathan Saxton Campbell Würtele                                         |
| Yule                     | Seigneurie de Chambly-Est Seigneurie de Chambly-Ouest |                                                                          |